# Вреле капи
„Вреле капи” је југословенски ТВ филм из 1981. године. Режирао га је Миливоје Мишко Милојевић а сценарио је написала Драгана Кршенковић

## Улоге
| Глумац          | Улога                       |
| --------------- | --------------------------- |
| Горица Поповић  | Милица Стојадиновић Српкиња |
| Неда Спасојевић | Миличина мајка              |